# Brian Simpson

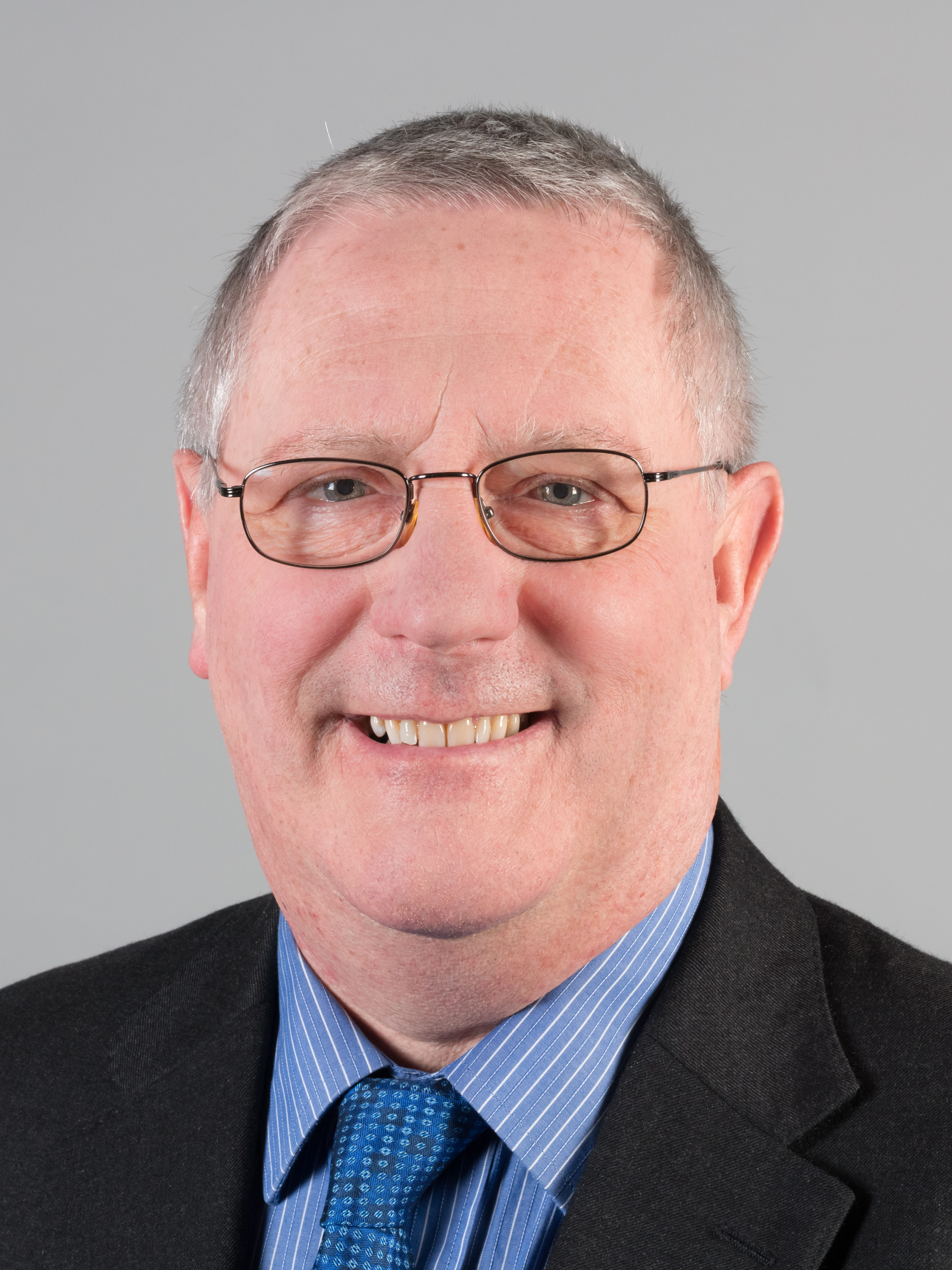
Briean Simpson, 2014

Brian Simpson (n. 6 februarie 1953) este un om politic britanic, membru al Parlamentului European în legislaturile 1989-1994, 1994-1999, 1999-2004 și 2004-2009 din partea Regatului Unit.
1. 1 2 3 4  Deputații în Parlamentul European